# Vaivre-et-Montoille
Vaivre-et-Montoille ist eine Gemeinde im französischen Département Haute-Saône in der Region Bourgogne-Franche-Comté. Sie gehört zum Agglomerationsraum Vesoul.

## Geographie
Vaivre-et-Montoille liegt auf einer Höhe von 223 m über dem Meeresspiegel, etwa vier Kilometer westlich der Stadt Vesoul (Luftlinie). Das Dorf erstreckt sich im zentralen Teil des Departements, im Becken von Vesoul am südlichen Rand der breiten Talebene des Durgeon, am Nordfuß der Hochfläche Camp de César.
Die Fläche des 8,48 km² großen Gemeindegebiets umfasst einen Abschnitt im Bereich des Beckens von Vesoul. Die nördliche Grenze verläuft inmitten der Alluvialebene des Durgeon, der für die Entwässerung nach Westen zur Saône sorgt. Die Ebene liegt durchschnittlich auf 215 m und weist eine Breite von rund vier Kilometern auf. In dieser Ebene befindet sich der Lac de Vaivre, ein 1973 angelegter und rund 93 ha großer See. Von der Talebene erstreckt sich das Gemeindeareal südwärts über einen 150 m hohen, steilen bewaldeten Hang bis auf die Hochfläche des Camp de César und des Bois de Noidans. Die Gemeindegrenze liegt an der Oberkante dieses Steilhangs, der an mehreren Orten von Felsnasen und Vorsprüngen des widerstandsfähigen Kalksteins gekennzeichnet ist. Mit 380 m wird am Rand des Camp de César die höchste Erhebung von Vaivre-et-Montoille erreicht. Während am unteren Hang kalkige und sandig-mergelige Sedimente der unteren Jurazeit (Lias) hervortreten, besteht die Hochfläche aus Kalkgestein der mittleren Jurazeit.
Die Doppelgemeinde besteht aus den Ortschaften Vaivre (224 m) am Nordfuß des Camp de César und Montoille (215 m) in der Ebene des Durgeon westlich des Lac de Vaivre. Nachbargemeinden von Vaivre-et-Montoille sind Grattery und Pusey im Norden, Vesoul im Osten, Noidans-lès-Vesoul und Chariez im Süden sowie Montigny-lès-Vesoul im Westen.

## Geschichte
Erstmals urkundlich erwähnt wird Vaivre im Jahr 1143. Im Mittelalter gehörte das Dorf zur Freigrafschaft Burgund und darin zum Gebiet des Bailliage d’Amont. Die lokale Herrschaft hatte die Adelsfamilie von Vaivre inne, deren Existenz vom 12. bis ins 17. Jahrhundert belegt ist. 1674 ging die Oberhoheit an die französischen König über. Zusammen mit der Franche-Comté gelangte das Dorf mit dem Frieden von Nimwegen 1678 definitiv an Frankreich. Montoille gehörte dem Templerorden von Sales. Zu einer Gebietsveränderung kam es im Jahr 1807, als Montoille (1806: 209 Einwohner) und Vaivre zur heutigen Doppelgemeinde fusionierten. Heute ist Vaivre-et-Montoille Mitglied des 19 Ortschaften umfassenden Gemeindeverbandes Communauté de communes de l’agglomération de Vesoul.

## Sehenswürdigkeiten
Die Kirche Saint-Christophe wurde von 1738 bis 1771 weitgehend neu erbaut, wobei der Chorraum aus dem 12. Jahrhundert und eine Seitenkapelle aus dem 16. Jahrhundert des Vorgängerbaus integriert wurden. Sie beherbergt eine reiche Ausstattung, darunter den barocken Hauptaltar (Ende des 17. Jahrhunderts) sowie zahlreiche Statuen und Grabplatten. Zwei steinerne Wegkreuze sind auf die Jahre 1633 und 1733 datiert.
Die Mairie (Gemeindeverwaltung) ist in einem großen Haus der Seguin de Jallerange aus dem 18. Jahrhundert untergebracht. Der alte Ortskern von Vaivre ist geprägt durch Häuser aus dem 17. Jahrhundert, die den traditionellen Stil der Haute-Saône zeigen.

## Bevölkerung
| Jahr                       | 1962 | 1968 | 1975 | 1982 | 1990 | 1999 | 2006 | 2017 |
| Einwohner                  | 560  | 604  | 747  | 1854 | 2469 | 2691 | 2350 | 2417 |
| Quellen: Cassini und INSEE |      |      |      |      |      |      |      |      |

Mit 2436 Einwohnern (1. Januar 2022) gehört Vaivre-et-Montoille zu den größeren Gemeinden des Départements Haute-Saône. Nachdem die Einwohnerzahl in der ersten Hälfte des 20. Jahrhunderts stets im Bereich zwischen 500 und 570 Personen gelegen hatte, wurde von 1968 bis 1999 ein kräftiges Bevölkerungswachstum verzeichnet. In dieser Zeit hat sich die Einwohnerzahl mehr als vervierfacht. In den letzten Jahren wurde jedoch wieder ein rückläufiger Trend beobachtet. Das Siedlungsgebiet von Vaivre-et-Montoille ist heute mit denjenigen von Vesoul und Noidans-lès-Vesoul beinahe lückenlos zusammengewachsen.

## Wirtschaft und Infrastruktur
Vaivre-et-Montoille war bis ins 20. Jahrhundert hinein ein vorwiegend durch die Landwirtschaft (Ackerbau, Obstbau und Viehzucht) geprägtes Dorf. Seit den 1970er Jahren hat sich im Osten des Gemeindegebietes an der Grenze zu Noidans-lès-Vesoul eine Gewerbe- und Industriezone entwickelt. Wichtigste Arbeitgeberin ist die Peugeot-Fabrik, die sich hier niedergelassen hat. Daneben gibt es zahlreiche kleinere Betriebe der Branchen Präzisionsmechanik, Holzverarbeitung, Baugewerbe und Elektronik sowie verschiedene Betriebe des Einzelhandels. Mittlerweile hat sich das Dorf auch zu einer Wohngemeinde gewandelt. Viele Erwerbstätige sind deshalb Wegpendler, die in den anderen Ortschaften der Agglomeration Vesoul ihrer Arbeit nachgehen.
Der Lac de Vesoul-Vaivre dient als Naherholungsgebiet für den Agglomerationsraum Vesoul. An seinem Ufer befindet sich das im Jahr 2008 eröffnete Freizeitsportzentrum Ludolac mit Schwimmbädern und Wasserrutschbahn. Daneben werden weitere Wassersportmöglichkeiten wie Segeln, Bootsfahren und Fischen angeboten.
Die Ortschaft ist verkehrstechnisch gut erschlossen. Sie ist an das überregionale Straßennetz mit den Hauptstraßen N19 (Belfort – Vesoul – Langres) und N57 (Vesoul – Besançon) angebunden. Weitere Straßenverbindungen bestehen mit Fresne-Saint-Mamès und Pusey. Durch Vaivre führt die Bahnlinie von Vesoul nach Langres. Die Industriezone ist durch einen Güterbahnhof erschlossen. Vaivre und Montoille sind durch eine Buslinie mit der Stadt Vesoul verbunden.

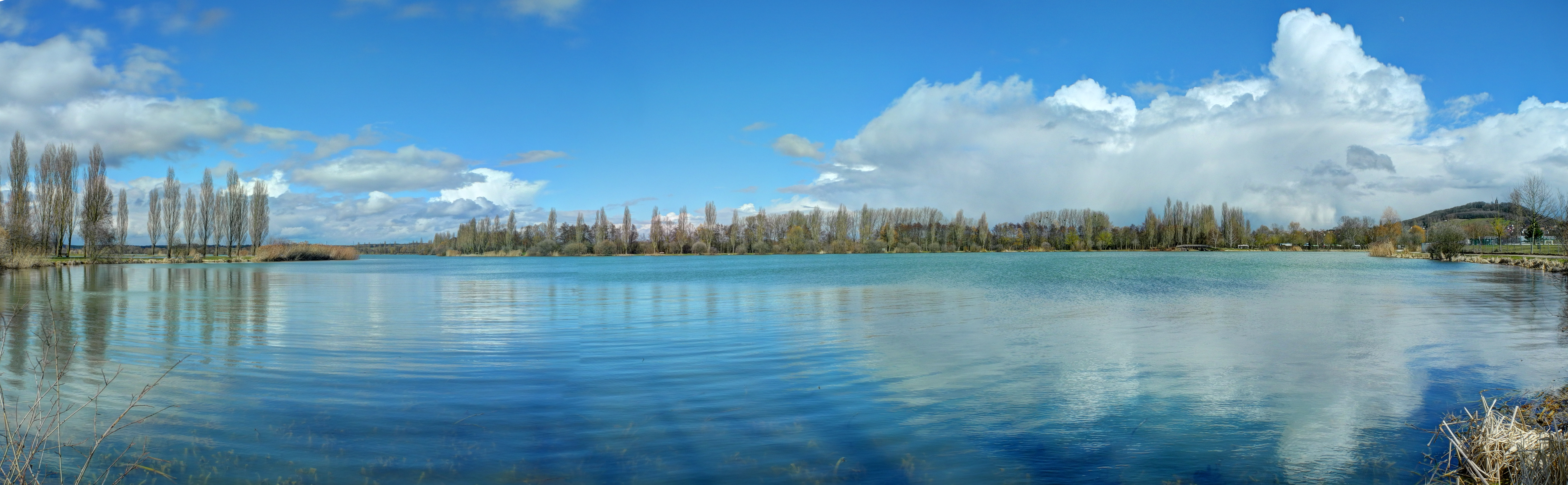
Lac de Vesoul-Vaivre